# La taula de cuina
La taula de cuina (La table de cuisine) és un quadre d'André Derain dipositat al Museu de l'Orangerie de París.

## Història
Aquesta gran natura morta és un dels exemples més coneguts d'una sèrie dedicada als estris de cuina, pintada entre el 1922 i el 1925. Són quadres caracteritzats per una construcció rigorosa, de colors foscos amb predomini dels tons terrosos.
Les reminiscències de la pintura antiga, no solament francesa sinó europea, són nombroses en aquesta tela, fins al punt que alguns crítics d'art de la dècada del 1930 van trobar similituds entre aquest oli sobre tela de 119 × 119 cm i les pintures de Caravaggio pels contrastos de llum i foscor:
| « | "Els noms de Caravaggio i dels pintors bolonyesos ens venen a la memòria davant dels greus acords dels negres de fum, dels castanys havans, dels blancs i dels grisos de ferro que conformen el registre cromàtic de Derain." | » |

Segons la muller d'André Derain, aquesta pintura va ésser feta a la vil·la La Janette de Sant Ceri de Mar, a prop de Marsella, on l'artista va sojornar durant dos estius.

## Descripció
La composició ací pren la forma de dos triangles opostos, els vèrtexs dels quals conflueixen al centre de la paella. Al triangle superior s'apleguen els objectes de volum arrodonit, al de sota els objectes de forma allargada. Hi ha igualment una ressonància entre els objectes de la dreta i els de l'esquerra: l'escorredora negra té el contrapunt de la sopera blanca, el pa es fa ressò de la forma i el color del llevataps de fusta, el filferro de l'escorredora recorda les barres de la graella. El pintor també juga amb les formes i els colors: alguns dels objectes formen una creu (la paella és el centre, mentre que el mànec, la graella, la cullera de fusta i la baguet formen els quatre braços) i d'altres, de color més clar, es destaquen contra les parets i sobre la taula (la fruitera blanca a la part superior dreta combina amb el drap de cuina i els plats de l'esquerra). Finalment, les formes rodones a la part posterior de la pintura (la paella, la gerra, l'ouera, el colador i la fruitera) contrasten amb les línies rectes del primer pla (la baguet, les forquilles, el ganivets, la paella, etc.).